# Serrenca fosca
La serrenca fosca, (Cyperus fuscus) és una espècie de planta del gènere Cyperus originària de l'Euràsia temperada, però és una espècie introduïda en gran part d'Amèrica del Nord, on s'ha naturalitzat en algunes àrees. Es tracta d'una planta de zones humides, especialment llocs pertorbats com a rases i estanys temporals. El nom genèric Cyperus deriva del grec i significa "jonc". L'epítet llatí fuscus significa "fosca". Al Regne Unit Cyperus fuscus és una de les 101 espècies citades com a prioritàries per a la conservació de l'organització de protecció de Plantlife.

## Morfologia
És una herba anual, amb tiges primes que assoleix els 30 centímetres d'altura màxima. Pot tenir fulles planes i curtes sobre la base de la planta. La inflorescència conté de tres a 15 espiguetes, que són planes, ovalades o rectangulars i de color marró fosc a porpra profund. Cada espigueta té una desena de flors tancades en fosques bràctees. El fruit és un aqueni de color marró clar d'un mil·límetre de llarg.

## Taxonomia
Cyperus fuscus va ser descrita per Carl von Linné i publicat a Species Plantarum 1: 46-47. 1753.
Sinònims
- Cyperus calidus A.Kern.
- Cyperus compressus Krock.
- Cyperus forsskalii A.Dietr.
- Cyperus haworthii Gray
- Cyperus protractus Delile
- Cyperus sabaudus Billet exGave
- Cyperus virescens Hoffm.
- Cyperus viridis Krock.
- Eucyperus fuscus (L.) Rikli